# ستيفن ساندرسن
ستيفن ساندرسون  (بالإنجليزية: Stephen K. Sanderson)‏ عالم اجتماع أمريكي. مجال تخصصه واهتمامه هو علم الاجتماع المقارن، علم الاجتماع التاريخي، النظرية الاجتماعية والتطور الاجتماعي-ثقافي. من أبرز علماء الاجتماع الذين أسهموا في صياغة تصور دارويني تطوري لتاريخ المجتمعات الإنسانية. ألف وساهم في تحرير عشرة كتب وحوالي عشرين مقالة  محكمة وعدد كبير من المقالات، كما ساهم في تحرير موضوعات مختلفة في عدد من الموسوعات المتخصصة في علم الاجتماع. 

من أبرز المنتقدين للتصور الماركسي لتطور المجتمعات البشرية، ويرى أن التصورات الحديثة التي يقدمها علماء الاجتماع المعاصرون مثل مارفن هاريس والتصور الذي يقدمه هو بنفسه في كتابه الشهير التحولات الاجتماعية أكثر إقناعاً ومعقولية .

## حياته
ولد في في 15 نوفمبر 1945 في سبرينغفيلد في ولاية ميسوري الأمريكية، بعد حصوله على الدكتوراة في 1973 من جامعة نبراسكا، درّس لمدة أكثر من عشرين عاماً في جامعة إنديانا في بنسلفانيا، بعد أن تقاعد من التدريس في 2006، انخرط لمدة عام في قسم الأنثروبولجيا بجامعة كولورادو وبعدها في 2007 انتقل ليعمل أستاذاً زائراً بمعهد أبحاث النظام الدولي بجامعة كاليفورنيا، ريفرسايد .